# Atlantique
Atlantique er et departement i Benin. Det ligger centralt mod syd i landet ved kysten af Beninbugten. Departementet Littoral var før 1999 del af Atlantique. Den sydøstlige del af departementet er del af forstadsområdet til Cotonou som er Benins største by.

## Administrativ inddeling
Atlantique er inddelt i otte kommuner.
1. Abomey-Calavi
2. Allada
3. Kpomassè
4. Ouidah
5. Sô-Ava
6. Toffo
7. Tori-Bossito
8. Zè

6°40′00″N 2°15′00″Ø / 6.666667°N 2.25°Ø